# Águas Formosas
Águas Formosas es un municipio brasileño del estado de Minas Gerais. Su población en 2019 era de 19 207 habitantes. Está en el nordeste de Minas Gerais.
Es un polo regional que cubre una población estimada en aproximadamente 75 mil personas.

## Clima
- Media anual: 22,4 °C
- Media máxima anual: 29,3 °C
- Media mínima anual: 17,5 °C